# Lézardrieux
Lézardrieux (bretonsko Lezardrev) je pristaniško naselje in občina v francoskem departmaju Côtes-d'Armor regije Bretanje. Leta 2006 je naselje imelo 1.577 prebivalcev.

## Geografija
Kraj leži v bretonski pokrajini Trégor ob estuariju reke Trieux tik pred njenim izlivom v Rokavski preliv, 28 km vzhodno od Lanniona.

## Uprava
Lézardrieux je sedež istoimenskega kantona, v katerega so poleg njegove vključene še občine Kerbors, Lanmodez, Pleubian, Pleudaniel, Pleumeur-Gautier in Trédarzec z 8.215 prebivalci.
Kanton Lézardrieux je sestavni del okrožja Lannion.

## Zanimivosti
- župnijska cerkev sv. Janeza Krstnika iz konca 16. stoletja,
- viseči most nad estuarijem reke Trieux iz sredine 19. stoletja,
- svetilnik Phare de Bodic.

## Pobratena mesta
- Morangis (Essonne);